# Panské Mlýny (Černovice)
Panské Mlýny (německy Panska Mühle) je malá vesnice, část města Černovice v okrese Pelhřimov. Nachází se asi 2,5 km na jihozápad od Černovic. V roce 2009 zde bylo evidováno 21 adres. V roce 2001 zde trvale žilo 14 obyvatel.
Panské Mlýny leží v katastrálním území Dobešov u Černovic o výměře 5,25 km2.